# Independent Spirit Awards 2016
32. ročník udílení Independent Spirit Awards se konal 25. února 2017 v Santa Monice v Kalifornii. Ceremoniál vysílala televizní stanice IFC. Nick Kroll a John Mulaney večer moderovali. Nominace byly vyhlášeny dne 22. listopadu 2016.

## Nominace
| Nejlepší film | Nejlepší režie |
| --- | --- |
| Moonlight - Chronic - Jackie - American Honey - Místo u moře | Barry Jenkins – Moonlight - Pabblo Larraín – Jackie - Andrea Arnold – American Honey - Jeff Nichols – Loving - Kelly Reichardt – Jisté ženy                      |
| Nejlepší herec v hlavní roli | Nejlepší herečka v hlavní roli |
| Casey Affleck – Místo u moře - Viggo Mortensen – Tohle je náš svět - David Harewood – Free in Deed - Jesse Plemons – My ostatní - Tim Roth – Chronic                        | Isabelle Huppert – Elle - Ruth Negga – Loving - Natalie Portman – Jackie - Annette Bening – Ženy 20. století - Sasha Lane – American Honey                       |
| Nejlepší herec ve vedlejší roli | Nejlepší herečka ve vedlejší roli |
| Ben Foster – Za každou cenu - Lucas Hedges – Místo u moře - Ralph Fiennes – Oslnění sluncem - Shia LaBeouf – American Honey - Craig Robinson – Morris z Ameriky             | Molly Shannon – My ostatní - Lily Gladstone – Jisté ženy - Edwina Findley – Free in Deed - Paulina García – Malí muži - Riley Keough – American Honey            |
| Nejlepší scénář | Nejlepší první scénář |
| Barry Jenkins – Moonlight - Mike Mills – Ženy 20. století - Taylor Sheridan – Za každou cenu - Kenneth Lonegran – Místo u moře - Ira Sachs a Mauricio Zacharias – Malí muži | Robert Eggers – Čarodějnice - Chris Kelly – My ostatní - Adam Mansbach – Barry - Stella Meghie – Jean of the Joneses - Craig Shilowich – Christine               |
| Nejlepší první film | Nejlepší dokument |
| Čarodějnice - Mládí vůdce - Křeč - My ostatní - Švýcarák | O.J.: Made in America - 13th - Nejsem žádný tvůj negr - Za kamerou - Sonita - V paprscích slunce                                                                 |
| Nejlepší kamera | Nejlepší střih |
| James Laxton – Moonlight - Ava Berkofsky – Free in Deed - Lol Crawley – Mládí vůdce - Zach Kuperstein – Oči mé matky - Robbie Ryan – American Honey                         | Joi McMillon a Nat Sanders – Moonlight - Matthew Hannam – Švýcarák - Jennifer Lame – Místo u moře - Jake Roberts – Za každou cenu - Sebastián Sepúlveda – Jackie |
| Nejlepší cizojazyčný film | |
| Toni Erdmann - Aquarius - Chevalier - Zahaleni stínem - Tři vzpomínky | |